# 李佳鴻
李 佳鴻（り かこう、ウェード式：LI Cha-Hong、仮名転写：リーチャーホン、1983年9月17日 -）は、台湾屏東県出身のソフトテニス選手

## 来歴
屏東出身。豊原高商ー国立台湾体育運動大学-台北体育学院。高校時代ハイスクールジャパンカップ、朝日カップ（現アゼリアカップ）優勝し、頭角を現す。2004年タイ・チェンマイで開催されたアジアソフトテニス選手権において初代表となった。この時はシングルス予選を勝ち抜いた。本大会団体戦では劉家綸とのペアでトップで日本、韓国戦に２連勝し、台湾初優勝の立役者となる（個人戦ダブルス、ミックスダブルスでもメダル獲得）。

## 四大国際大会戦績
- 2004アジアソフトテニス選手権　ダブルス第三位　国別対抗団体戦優勝　ミックスダブルス三位
- 2005東アジア競技大会　ダブルス銀メダル　国別対抗団体戦優勝
- 2006アジア競技大会　ダブルス優勝　国別対抗団体戦準優勝
- 2007世界ソフトテニス選手権　ダブルスベスト8　国別対抗団体戦第三位
- 2008アジアソフトテニス選手権　ダブルスベスト8 国別対抗団体戦第三位
- 2010アジア競技大会　ダブルス金メダル　国別対抗団体戦金メダル　ミックスダブルス銀メダル
- 2014アジア競技大会　ダブルス銀メダル　国別対抗団体戦銅メダル